# Профіль Наваро–Френка–Вайта

Графік профілів Наварро–Френка–Вайта і Ейнасто

Профіль Наварро–Френка–Вайта (англ. Navarro–Frenk–White profile, NFW) — широковживана модель просторового розподілу густини темної матерії в галактиках і скупченнях галактик. Профіль вперше отримали Хуліо Наваро, Карлос Френк і Саймон Вайт у результаті підгонки аналітичної формули до результатів моделювання задачі N тіл.
У профілі Наварро–Френка–Вайта густина темної матерії як функція радіуса дається формулою
{\displaystyle \rho (r)={\frac {\rho _{0}}{{\frac {r}{R_{s}}}\left(1~+~{\frac {r}{R_{s}}}\right)^{2}}}},
де характерна густина ρ0 і масштабний радіус Rs є параметрами, які змінюються від гало до гало.

## Теоретичні властивості

### Розподіл маси
Інтегральна маса в межах певного радіуса R дорівнює
{\displaystyle M(R)=\int _{0}^{R}4\pi r^{2}\rho (r)\,dr=4\pi \rho _{0}R_{s}^{3}\left[\ln \left({\frac {R_{s}+R}{R_{s}}}\right)-{\frac {R}{R_{s}+R}}\right]}.
Загальна маса прямує до нескінченності, коли радіус прямує до нескінченності. Щоб усунути цю розбіжність, часто корисно прийняти за край гало віріальний радіус Rvir, який пов’язаний з масштабним радіусом формулою
{\displaystyle R_{\mathrm {vir} }=cR_{s}}.
Конкретне значення концентраційного параметра c становить близько 10 або 15 для Чумацького Шляху й може коливатися від 4 до 40 для гало різних розмірів.
Альтернативно, можна визначити радіус, у межах якого середня густина в {\displaystyle \Delta } разів відрізняється від середньої густини Всесвіту, що призводить до схожого співвідношення: {\displaystyle R_{\Delta }=c_{\Delta }R_{s}}. Віріальний радіус буде лежати поблизу {\displaystyle R_{200}} або {\displaystyle R_{500}}, хоча в рентгенівській астрономії застосовується значення {\displaystyle \Delta =1000}.
Загальна маса в гало в межах {\displaystyle R_{\mathrm {vir} }} дорівнює
{\displaystyle M=\int _{0}^{R_{\mathrm {vir} }}4\pi r^{2}\rho (r)\,dr=4\pi \rho _{0}R_{s}^{3}\left[\ln(1+c)-{\frac {c}{1+c}}\right].}
Визначивши середню густину гало, можна переписати через неї розподіл густини в профілі Наварро–Френка–Вайта:
{\displaystyle \rho (r)={\frac {\rho _{\rm {halo}}}{3A_{\rm {NFW}}\,x(c^{-1}+x)^{2}}},}
де
- {\displaystyle \rho _{\rm {halo}}\equiv M{\biggr /}\left({\frac {4}{3}}\pi R_{\rm {vir}}^{3}\right)} – середня густина гало,
- {\displaystyle A_{\rm {NFW}}=\left[\ln(1+c)-{\frac {c}{1+c}}\right]} з розрахунку маси, а
- {\displaystyle x=r/R_{\rm {vir}}} є безрозмірною відстанню, вираженою як доля віріального радіуса.

### Гравітаційний потенціал
Розв'язуючи рівняння Пуассона, отримуємо гравітаційний потенціал
{\displaystyle \Phi (r)=-{\frac {4\pi G\rho _{0}R_{s}^{3}}{r}}\ln \left(1+{\frac {r}{R_{s}}}\right)}.
Попри нескінченну густину в нулі й нескінченну масу в межах нескінченного радіуса, цей потенціал має асимптотики {\displaystyle \lim _{r\to \infty }\Phi =0} і {\displaystyle \lim _{r\to 0}\Phi =-4\pi G\rho _{0}R_{s}^{2}}.
Прискорення вільного падіння в потенціалі Наварро–Френка–Вайта становить
{\displaystyle {\overrightarrow {a}}=-{\frac {d\Phi _{\rm {NFW}}(r)}{d{\overrightarrow {r}}}}=G{\frac {M_{\rm {vir}}}{\ln {(1+c)}-c/(1+c)}}{\frac {r/(r+R_{s})-\ln {(1+r/R_{s})}}{r^{3}}}{\overrightarrow {r}}}.
де {\displaystyle M_{\rm {vir}}={\frac {4\pi }{3}}r_{\rm {vir}}^{3}200\rho _{\rm {crit}}}.

### Радіус максимальної колової швидкості
Радіус максимальної колової швидкості (інколи його також позначають {\displaystyle R_{\max }}) можна знайти з максимуму першої космічної швидкості для колової орбіти, або, що еквівалентно, з максимуму {\displaystyle M(r)/r}. Відповідь має вигляд:
{\displaystyle R_{\mathrm {circ} }^{\max }=\alpha R_{s}},
де {\displaystyle \alpha \approx 2.16258} є додатним коренем рівняння
{\displaystyle \ln \left(1+\alpha \right)={\frac {\alpha (1+2\alpha )}{(1+\alpha )^{2}}}}.
Максимальна колова швидкість пов'язана з характерною густиною та масштабом довжини профілю Наварро–Френка–Вайта рівнянням:
{\displaystyle V_{\mathrm {circ} }^{\max }\approx 1.64R_{s}{\sqrt {G\rho _{s}}}}.

## Чисельні моделювання
У широкому діапазоні мас гало та значень червоного зсуву профіль Наварро–Френка–Вайта наближає рівноважну конфігурацію гало темної матерії, отриману численними групами вчених у моделюваннях руху частинок темної матерії. Однак перед тим, як темна матерія віріалізується, розподіл темної матерії значно відхиляється від профілю Наварро–Френка–Вайта і демонструє помітні підструктури.
Було показано, що альтернативні моделі, зокрема профіль Ейнасто, представляють профілі темної матерії змодельованих гало так само або краще, ніж профіль Наварро–Френка–Вайта, завдяки включенню додаткового третього параметра. Профіль Ейнасто має скінченний (нульовий) центральний нахил, на відміну від профілю Наварро–Френка–Вайта, який має нескінченну центральну густину. Через обмежену роздільну здатність моделювання N тіл поки що невідомо, яка модель дає найкращий опис центральної густини змодельованих гало темної матерії.
Моделювання, що передбачають різні космологічні початкові умови, створюють популяції гало, в яких два параметри профілю Наварро–Френка–Вайта відповідають різним залежностям між масою і концентрацією залежно від космологічних параметрів, таких як густина Всесвіту та первинні збурення густини в молодому Всесвіті. Таким чином, спостережні вимірювання профілів густини в різних галактиках або скупченнях галактик пропонують шлях до уточнення цих космологічних параметрів.

## Спостережні дані
Профілі густини темної матерії масивних скупчень галактик, виміряні безпосередньо за допомогою гравітаційного лінзування, добре узгоджуються з профілями Наварро–Френка–Вайта, розрахованими для стандартної космологічної моделі. Для гало меншої маси гравітаційне лінзування містить занадто великі похибки, щоб дати корисні результати для окремих об’єктів, але точні вимірювання все одно можна зробити, усереднюючи профілі багатьох подібних систем. Для більшості гало передбачення добре узгоджуються аж до таких малих гало, як гало окремих ізольованих галактик, подібних до нашої. Проте внутрішні області гало недоступні для вимірювань гравітаційним лінзуванням, а інші методи дають результати, які не узгоджуються з передбаченнями моделі Наварро–Френка–Вайта для розподілу темної матерії в центральних частинах темних гало, у видимих межах галактик.
Спостереження внутрішніх областей яскравих галактик, таких як Чумацький Шлях і M31, можуть бути сумісними з профілем Наварро–Френка–Вайта, але обговорення цього питання ще триває. Профіль темної матерії Наварро–Френка–Вайта не узгоджується зі спостереженнями внутрішніх областей галактик із низькою поверхневою яскравістю, які мають меншу центральну масу, ніж передбачалося. Ця неузгодженість відома як проблема каспів. У 2010-х роках обговорювалося, чи є ця розбіжність наслідком природи темної матерії, впливу динамічних процесів під час формування галактик або недоліків у динамічному моделюванні даних спостережень.

## Дивись також
- Профіль Ейнасто
- Сингулярна ізотермічна сфера